# A Hard Day's Night (album The Beatles)
| Recensione         | Giudizio |
| ------------------ | -------- |
| AllMusic           | [ 2 ]    |
| ConsequenceOfSound | A-       |
| Pitchfork          | [ 4 ]    |
| Piero Scaruffi     | [ 5 ]    |

A Hard Day's Night è il terzo album in studio del gruppo musicale britannico The Beatles, pubblicato il 10 luglio 1964 e colonna sonora dell'omonimo film. La rivista Rolling Stone nel 2020 lo ha inserito al 263º posto della sua lista dei 500 migliori album, mentre la rivista NME lo posiziona al 195º posto nella sua analoga classifica dei migliori 500 album; compare anche nel volume 1001 Albums You Must Hear Before You Die.

## Brani
La colonna sonora vera e propria comprende le prime sette tracce, corrispondenti al lato A del long playing, mentre le rimanenti sei canzoni, pur concepite allo stesso scopo, non vennero poi inserite nel film.
Fu il primo album della band interamente composto di brani originali, il che diverrà una costante a partire da Rubber Soul (1965). È anche l'unico album dei Beatles dove tutti i brani sono a firma Lennon-McCartney: i due precedenti e il successivo Beatles for Sale includono infatti varie cover e tutti gli altri a partire da Revolver (1966) presentano uno o più brani scritti da George Harrison e, in un paio di casi, da Ringo Starr.

### A Hard Day's Night
Title track dell'album, A Hard Day's Night è un esempio del dinamismo creativo della coppia Lennon-McCartney. La produzione del film omonimo che i Beatles stavano interpretando in quelle settimane aveva necessità di un brano d'apertura da riprodurre mentre scorrevano i titoli di testa, e tale richiesta giunse al gruppo il 14 aprile 1964. John si affrettò a predisporre la linea melodica e col contributo di Paul (e successivamente in studio coi suggerimenti di Maureen Cleave, giornalista dell'Evening Standard) elaborò il testo. E Ringo Starr contribuì a dare il titolo al pezzo con uno dei suoi buffi giochi di parole. Il brano era già pronto dopo meno di dodici ore.
Il 16 il gruppo era ad Abbey Road per incidere la composizione. Alla seduta era presente Richard Lester, regista del film, che si intromise più volte con commenti e suggerimenti non richiesti che risultarono irritanti e resero nervosa l'atmosfera in studio. Nonostante questo, la seduta fu molto proficua e vennero registrati nove nastri, l'ultimo dei quali fu valutato il migliore e destinato all'album. Dell'esecuzione, (a cui partecipò anche George Martin con una sezione di pianoforte a raddoppiare l'assolo di Harrison) è rimasto leggendario l'accordo “stridente” (né maggiore né minore) di apertura – una undicesima di sol estesa per 4/4 – eseguito da George Harrison con la sua nuova chitarra Rickenbacker 360 Deluxe a dodici corde, strumento che verrà usato anche per il fade out arpeggiato.

### I Should Have Known Better
I Beatles erano reduci da un mese faticoso, il gennaio del 1964, in cui si erano esibiti in ventisei concerti, quattro trasmissioni TV e quattro spettacoli alla radio. A febbraio il programma era stato altrettanto intenso, con anche una puntata in USA per godere da vicino la popolarità conseguita con I Want to Hold Your Hand che era balzata al primo posto della classifica statunitense, e lì tra le altre cose erano apparsi due volte al The Ed Sullivan Show e avevano dato tre concerti, due dei quali alla Carnegie Hall.
Tornati in patria il 22 febbraio, dopo tre giorni erano in studio a cominciare le registrazioni del nuovo album, esausti per il superlavoro delle settimane precedenti. In più, I Should Have Known Better (composta negli Stati Uniti) quel giorno veniva dopo altre sei ore di incisione. Per questa ragione, durante l'esecuzione in studio del pezzo, i quattro si abbandonarono a scene isteriche e furono in grado di produrre solamente tre nastri, peraltro di qualità deludente.
Si rese perciò necessario rifare il pezzo, e ciò avvenne il giorno successivo su diciannove nastri. Spicca l'armonica in stile Dylan di Lennon che suona anche la chitarra acustica oltre a cantare la linea principale raddoppiata dai tecnici del suono. Sono di George le note dell'assolo nel secondo middle-eight prodotte dalla sua nuova chitarra a dodici corde.

### If I Fell
John delinea le prime, timide fasi adolescenziali di un corteggiamento, anche se l'autore, definendo la canzone “semiautobiografica”, si riferiva indirettamente al proprio rapporto coniugale con Cynthia Lennon.
Scritto assieme a Paul, il pezzo ha l'andamento di una ballata e presenta un'alta densità di accordi che produce interessanti soluzioni armoniche con originali e innovativi passaggi di tonalità. La canzone, cantata in duetto con Paul, propone le due voci che procedono simmetricamente intrecciate e che, su richiesta del duo vocale, sono catturate da un solo microfono per esaltarne l'effetto.
La registrazione ebbe luogo il 27 febbraio, in quindici tentativi durante i quali si verificarono alcune modificazioni rispetto all'originale: la percussione di Ringo si fa più marcata dal nastro 3 in poi, l'11 vede le note squillanti della chitarra di George con cui si chiude il pezzo e con l'ultimo nastro si ha la definizione conclusiva del brano.

### I'm Happy Just to Dance with You
Così come nel caso di Do You Want to Know a Secret, anche I'm Happy Just to Dance with You è una composizione da accreditare a John (qui in collaborazione con Paul) scritta apposta per George e per le sue capacità canore – è infatti Harrison, sostenuto dai cori di Paul e John, a eseguire la linea vocale principale. Come Paul ricorda, la struttura del pezzo era impostata su uno schema piuttosto comune e con passaggi armonici semplici; insomma «una piccola, semplice idea». E sarebbe stato l'ultimo brano scritto dal duo Lennon/McCartney per George. In seguito, i pezzi la cui voce solista era quella di Harrison sarebbero stati di sua composizione.
Tanto semplice che bastarono quattro nastri incisi nella seduta antimeridiana del 1º marzo per concludere il lavoro. La voce di George è raddoppiata e Ringo segna il tempo con un tomtom.

### And I Love Her
È la prima ballata di Paul McCartney, composta nel periodo in cui il musicista abitava a Wimpole Street presso la famiglia Asher, e la canzone è stata sempre considerata una dedica d'amore a Jane Asher, con cui Paul aveva una relazione sentimentale. Successivamente fu proprio McCartney, a seguito di una smentita a lui attribuita, a confermare con parole che non lasciano dubbi: «Era una canzone d'amore per Jane Asher.»
La composizione, fra le più belle creazioni di McCartney, è anticipatrice di altre delicate melodie che diventeranno un marchio distintivo di Paul. Ma a differenza delle creazioni future di questa fattura, McCartney aveva ancora bisogno del gruppo, sia per la stesura che per l'esecuzione. Il pezzo, infatti, originariamente consisteva solo nella strofa ripetuta, e fu Martin a sottolinearne la monotonia invitando a interrompere la ripetitività delle strofe con un middle eight, appello subito raccolto dall'autore e da John Lennon che, al pianoforte, in mezz'ora di lavoro congiunto composero la parte mediana. Poi George Harrison elaborò una linea solista con l'inaspettato e originale passaggio al semitono superiore, e suo è l'accordo finale in maggiore che chiude il pezzo.
La fase della registrazione presentò qualche problema. L'esecuzione dei primi due nastri era stata realizzata con i classici strumenti elettrificati. Inoltre le percussioni erano pesanti, mancava ancora la sezione centrale e il pezzo era privo di conclusione. All'ascolto fu evidente a tutti nello studio che occorreva rifare la canzone. Il giorno successivo, 26 febbraio, il brano fu provato su diciassette nastri, ma di nuovo i risultati non furono considerati soddisfacenti. Finalmente il 27 il suono pieno e rotondo venne ottenuto dirottando Ringo ai bongo e sostituendo le chitarre elettriche di John e George con strumenti acustici; e in questo modo si raggiunse la soluzione desiderata.
Il brano è stato reinterpretato da centinaia di artisti, fra i quali Ray Davis, Georgie Fame, Julie London, Connie Francis e Smokey Robinson.

### Tell Me Why
Come ricorda Paul McCartney, molte composizioni di Lennon presenti nell'album, fra le quali Tell Me Why, sono brani autobiografici che danno conto del suo difficile rapporto coniugale. Composta in fretta come riempitivo dell'LP, la canzone ha un testo in cui secondo alcuni si individuano anche i segnali della sindrome abbandonica e dei sensi di colpa di Lennon. Come in altri casi, l'autore volle farne un pezzo nello stile della musica nera di New York dei gruppi femminili.
Nella seduta antimeridiana del 27 febbraio, subito dopo il completamento di And I Love Her, i Beatles incisero otto nastri di Tell Me Why e l'ultimo tentativo venne giudicato il migliore e perciò definitivo.
L'anno successivo alla pubblicazione dell'album A Hard Day's Night, Tell Me Why fu ripresa dai The Beach Boys che ne fecero una cover da includere nel loro LP Beach Boys' Party!.

### Can't Buy Me Love

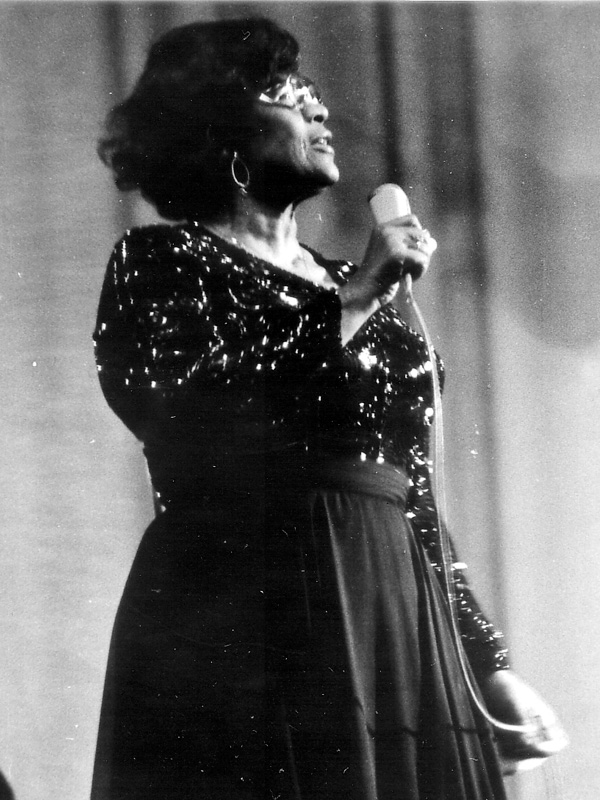
Ella Fitzgerald

È una struttura blues in dodici battute che insolitamente incomincia con il ritornello secondo quanto era stato suggerito da George Martin. Come Lennon ammise in un'intervista a Playboy, è opera quasi esclusiva di Paul; è anche l'unico pezzo di A Hard Day's Night terminato prima dell'inizio dell'omonima pellicola, ed è il primo brano inciso fuori dai confini inglesi. A gennaio infatti i Beatles si trovavano in Francia per una serie di concerti e il 29 di quel mese, nella sala di registrazione degli studi EMI Pathé Marconi di Parigi, il gruppo incise Komm, Gib Mir Deine Hand e Sie Liebt Dich, versioni in lingua tedesca rispettivamente di I Want to Hold Your Hand e She Loves You. Eseguito il lavoro di malavoglia, i Beatles si rinfrancarono registrando e completando in soli quattro tentativi il nuovo energico motivo in cui spiccano la voce aggressiva di Paul e il grintoso assolo di chitarra di George con effetti sonori di doubletracking a creare giochi di eco.
Alla sua pubblicazione, il pezzo riscosse un grande successo presso la critica. Derek Johnson di NME accolse Can't Buy Me Love con entusiasmo: «Eccolo, finalmente! […] Un ritmo pulsante con un inciso di grande carattere». Ma per i Beatles il riconoscimento di maggior gratificazione provenne dall'incisione di Can't Buy Me Love da parte di Ella Fitzgerald.
Due anni dopo, alcuni giornalisti statunitensi domandarono all'autore se la canzone fosse una velata allusione alla prostituzione, ma Paul smentì categoricamente questa insinuazione.

### Any Time at All
Anche se registrata nella stessa giornata, l'incisione del brano che apre il lato B dovette essere suddivisa in due tranches. La prima ebbe luogo nel pomeriggio, quando rimasero su sette nastri la base e la voce di Lennon. Ma la canzone mancava ancora della sezione mediana e il gruppo, non riuscendo ad andare avanti, decise di metterla da parte per tornarci su in seguito. In serata il pezzo fu ripreso con altri quattro nastri e venne aggiunta una sezione strumentale con chitarra e pianoforte suonato da Paul. L'undicesimo e ultimo nastro fu giudicato il migliore e con ciò si concluse il lavoro.
In origine, la versione era composta da quattro strofe, le ultime due delle quali vennero soppresse per motivi sconosciuti. Musicalmente, come ammise lo stesso autore John Lennon, si trattò di una riscrittura – c'è chi senza mezzi termini parla di “riciclaggio” – del brano It Won’t Be Long, essendo Any Time at All strutturata con la medesima progressione armonica.

### I'll Cry Instead
Altra composizione firmata Lennon, anch'essa di carattere autobiografico, in predicato di far parte della colonna sonora del film, venne sostituita da Can't Buy Me Love nella versione finale delle musiche ed è ritenuta la meno interessante delle tredici canzoni che formano l'LP, con un testo che oscilla fra una timidezza paralizzante, promesse di stragi sentimentali e una dolorosa autocommiserazione, occultate da un vivace stile rockabilly della trama musicale. Fu il primo brano introspettivo di Lennon; nelle parole si riconosce lo stile di Bob Dylan, dei cui testi il Beatle era un grande ammiratore.
Registrata il 1º giugno 1964, rimase fissata sui sei nastri della prima sezione di incisione e i due della seconda sezione. I nastri 6 e 8 vennero montati nello studio 2 il successivo 4 giugno.

### Things We Said Today

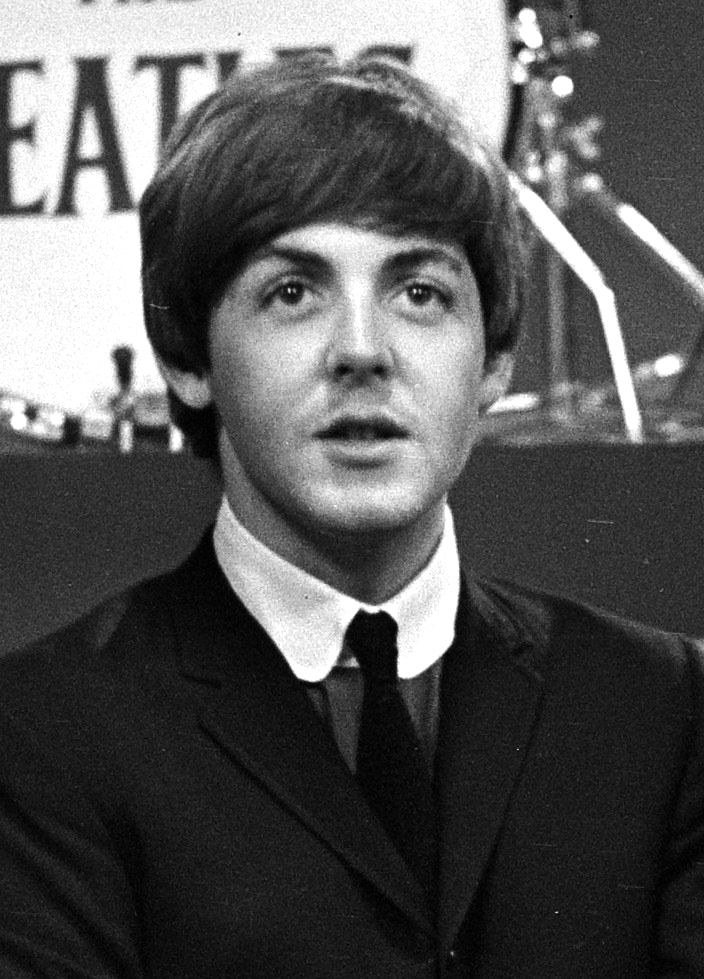
Paul McCartney, 1964

In vacanza su uno yacht alle Bahamas assieme a Jane Asher, Ringo Starr e la moglie Maureen Cox, Paul McCartney compose Things We Said Today, canzone intrisa di nostalgia del presente protesa verso il domani. Il testo e il tono dolente delle strofe in modo minore tratteggiano il rapporto di Paul con Jane Asher, relazione intensa ma interrotta da frequenti separazioni per motivi di lavoro e per questo motivo con un presumibile futuro fatto di pochi ricordi condivisi.
Il 2 giugno, tre nastri furono sufficienti a catturare l'atmosfera del brano. Il secondo era quello completo e il terzo vide le parti del tamburello suonato da Ringo e del pianoforte suonato da John da sovraincidere nel middle eight in maggiore. Benché ciascuno strumento fosse registrato attraverso un proprio microfono e spesso su piste diverse, ogni microfono raccoglieva riflessi delle sonorità anche degli altri strumenti. Pertanto, allorché si decise di cancellare la pista di pianoforte, rimasero riverberi di questo strumento sul nastro finale ed essi sono pur a fatica percepibili ascoltando le sezioni centrali della canzone.
Il critico musicale Wilfrid Mellers ha giudicato Things We Said Today «la canzone più bella e intensa che i Beatles abbiano scritto fino a oggi».

### When I Get Home
Ultimo pezzo in ordine di tempo ad essere iniziato e completato (senza contare perciò gli ultimi quattro take per ultimare Any Time at All), When I Get Home è un rock energico che musicalmente ricalca sonorità Tamla Motown, in particolare quelle delle Shirelles, il gruppo femminile preferito dall'autore; e si accompagna a un testo che mostra un atteggiamento fiducioso e positivo, piuttosto inusuale nelle liriche di Lennon che fino ad allora avevano manifestato amarezza, sconforto, dolore e senso di abbandono.
Il 2 giugno, nella sala di registrazione di Abbey Road, i Beatles fecero undici tentativi prima di individuare il nastro che rispondesse a un risultato soddisfacente. Campeggia Lennon con una voce vigorosa e Starr che segna il tempo usando i piatti con determinazione.

### You Can't Do That
Il pezzo costituisce il lato B del 45 giri Can't Buy Me Love. Come per la traccia immediatamente precedente, nella composizione di You Can't Do That Lennon dichiarò di essersi ispirato a Wilson Pickett, ma anche in questo caso vale l'obiezione di MacDonald sulla scarsa congruenza dei tempi, convalidata da altre fonti. Le liriche sono un'ammissione della gelosia maniacale dell'autore, ai limiti della paranoia.
Il pezzo, che fu la prima composizione registrata su nove nastri il 25 febbraio, ha una struttura blues e mostra un'esecuzione graffiante e un inseguirsi di chitarre. Di John è la grintosa voce solista e anche l'assolo di chitarra nella parte centrale. Paul, oltre al basso, suona un campanaccio e Ringo alterna batteria e bongo. Per la prima volta in studio, George sfoggiò la nuova chitarra a dodici corde acquistata in America.
Il 22 maggio – assenti i quattro Beatles che si trovavano in vacanza – George Martin volle registrare un decimo nastro al pianoforte da sovraincidere al nono che era stato ritenuto la versione definitiva. Ma l'esperimento non risultò convincente e il nastro di Martin venne definitivamente accantonato.

### I'll Be Back
Chiude l'album questa ballata dolente in modo minore. I'll Be Back venne composta – e cantata – da Lennon che si ispirò a un iniziale spunto armonico del brano Runaway del cantante statunitense Del Shannon, a cui in seguito i Beatles concessero il permesso di incidere una cover di From Me to You così da promuovere la loro posizione sul mercato d'oltreoceano. Il testo – che richiama stilemi tipicamente lennoniani – denota volubilità emotiva e insicurezza affettiva e la canzone trasmette una forte carica di sincerità. Il pezzo è musicalmente complesso, per la continua alternanza maggiore/minore e perché presenta due incisi.
Come nel caso di And I Love Her, le sonorità adatte per una ballata vennero ottenute utilizzando prevalentemente strumenti acustici, in questo caso tre chitarre acustiche di cui una Ramirez con corde di nylon suonata da Harrison. La registrazione di sedici nastri – di cui solo sette per la voce raddoppiata – fu realizzata nella sessione serale del 1º giugno.
I nastri dell'epoca – pubblicati nel 1995 – testimoniano di una grande versatilità del gruppo. Il brano era infatti originariamente concepito in tempo composto, che al secondo tentativo Lennon trovò difficoltoso e nel take successivo il gruppo passò con naturalezza dal valzer al tempo in 4/4.

## Copertina e titolo
Come accadde per i precedenti due album, anche questo in alcune edizioni estere ebbe delle copertine e dei titoli differenti:
- In Italia il disco venne pubblicato nel 1964 dalla Parlophon con il titolo "Tutti per uno" e etichetta rossa[72];
- In Messico venne pubblicato nel 1964 dalla Capitol Records con il titolo "Yea! Yea! Yea! Vol 4"[73];
- In Perù venne pubblicato nel 1964 dalla Odeon con il titolo "¡Yeah Yeah Yeah, Paul, John, George Y Ringo!"[74];
- In Spagna venne pubblicato nel 1964 dalla Odeon con il titolo "Que Noche La De Aquel Dia"[74];
- Negli Stati Uniti venne pubblicato nel 1964 dalla United Artists Records sia in mono che in stereo; la versione americana includeva le sette canzoni presenti nel film (il lato A della versione britannica), più "I'll Cry Instead" e quattro versioni strumentali arrangiate da George Martin alla guida di un'orchestra di musicisti in studio: "I Should Have Known Better", "And I Love Her", "Ringo's Theme (That Boy)" e "A Hard Day's Night".

## Tracce
Testi e musiche di Lennon-McCartney
Lato A
1. A Hard Day's Night – 2:34
2. I Should Have Known Better – 2:43
3. If I Fell – 2:19
4. I'm Happy Just to Dance with You – 1:56
5. And I Love Her – 2:30
6. Tell Me Why – 2:09
7. Can't Buy Me Love – 2:12

Durata totale: 16:23
Lato B
1. Any Time at All – 2:11
2. I'll Cry Instead – 1:45
3. Things We Said Today – 2:35
4. When I Get Home – 2:17
5. You Can't Do That – 2:35
6. I'll Be Back – 2:24

Durata totale: 13:47

## Edizione nordamericana
La versione statunitense fu il quarto album in studio pubblicata negli USA; venne pubblicata il 26 giugno 1964 dalla United Artists Records in mono (UAL-3366) e in stereo (UAS-6366), e conteneva le sette canzoni provenienti dall'omonimo film (A Hard Day's Night, Tell Me Why, I'm Happy Just to Dance With You, I Should Have Known Better, If I Fell, And I Love Her e Can't Buy Me Love) oltre a I'll Cry Instead che, anche se scritta per il film, era stata alla fine esclusa; diversamente dalla versione inglese questa contiene anche le quattro tracce strumentali in versione orchestrale di I Should Have Known Better, And I Love Her, Ringo's Theme (This Boy), e A Hard Day's Night arrangiate da George Martin, ciascuna delle quali apparve in seguito sugli album strumentali di Martin pubblicati dalla United Artists e dalla Parlophone. L'album raggiunse la prima posizione su Billboard 200 Album Chart, e ci rimase per 14 settimane (il periodo più lungo di ogni altro disco in quell'anno).
Dopo che la EMI assorbì la United Artists, l'album fu ripubblicato il 17 agosto del 1980 con l'etichetta della Capitol (SW-11921). Mentre la versione stereo dell'album includeva le tracce strumentali in stereo vero, le tracce proprie dei Beatles sembravano elettronicamente ricanalizzate da una registrazione in mono. Le versioni in stereo vero della maggior parte delle canzoni apparvero nell'album Something New, pubblicato nel luglio del 1964. Can't Buy Me Love e I Should Have Known Better apparvero finalmente in stereo della raccolta Hey Jude nel 1970. A Hard Day's Night non apparve in stereo fino all'inserimento nell'LP Reel Music nel 1982. La versione statunitense dell'album deve ancora essere pubblicata in CD.

### Tracce
1. A Hard Day's Night (John Lennon, Paul McCartney)
2. Tell Me Why (John Lennon, Paul McCartney)
3. I'll Cry Instead (John Lennon, Paul McCartney)
4. I Should Have Known Better (versione orchestrale di George Martin) (John Lennon, Paul McCartney)
5. I'm Happy Just to Dance with You (John Lennon, Paul McCartney)
6. And I Love Her (versione orchestrale di George Martin) (John Lennon, Paul McCartney)
7. Can't Buy Me Love (John Lennon, Paul McCartney)
8. I Should Have Known Better (John Lennon, Paul McCartney)
9. If I Fell (John Lennon, Paul McCartney)
10. Ringo's Theme (This Boy) (versione orchestrale di George Martin) (John Lennon, Paul McCartney)
11. Can't Buy Me Love (John Lennon, Paul McCartney)
12. A Hard Day's Night (versione orchestrale di George Martin) (John Lennon, Paul McCartney)

## Formazione
- John Lennon - voce, chitarra ritmica, armonica, tamburello; chitarra solista in You Can't Do That; pianoforte in Things We Said Today
- Paul McCartney - voce, basso, pianoforte (traccia 8); chitarra addizionale in I'll Be Back
- George Harrison - chitarra solista, cori; voce in I'm Happy Just to Dance with You
- Ringo Starr - batteria, campanaccio, maracas, claves, tamburello

### Altri musicisti
- George Martin - pianoforte (tracce 1, 6)

## Classifiche
| Classifica (2021) | Posizione massima |
| ----------------- | ----------------- |
| Grecia            | 23                |